# Mad Max: Fury Road
Mad Max: Fury Road ist ein US-amerikanischer Endzeitfilm von George Miller. Es ist der vierte Teil der Mad-Max-Filmreihe, die 1979 mit Mad Max begann und 1981 mit Mad Max II – Der Vollstrecker und 1985 mit Mad Max – Jenseits der Donnerkuppel fortgesetzt worden war. Tom Hardy spielte erstmals den Protagonisten Max Rockatansky, den zuvor stets Mel Gibson verkörpert hatte. Der Film lief bei den Internationalen Filmfestspielen von Cannes 2015 im Wettbewerb außer Konkurrenz und wurde 2016 mit sechs Oscars ausgezeichnet.
Offizieller Kinostart in den Vereinigten Staaten war am 7. Mai 2015. Der Kinostart im deutschsprachigen Raum war am 14. Mai 2015.

## Handlung
In einem postapokalyptischen Ödland wird der Einzelgänger Max nach Jahren des Umherirrens in seinem hochgerüsteten Ford Falcon XB von einer Kampfeinheit der Warboys verfolgt und nach einem Überschlag gefangen genommen. Die Warboys sind eine Armee des von seinen Anhängern kultisch verehrten Tyrannen Immortan Joe, der in der Zitadelle herrscht, einer künstlichen Oase in einer aus Felsformationen bestehenden Festung.
Nach einer medizinischen Behandlung dient Max nun als unfreiwilliger Blutspender für den fanatischen Warboy Nux. Zu Immortan Joes Gefolge gehört auch Imperator Furiosa, die einen War Rig steuert, einen hochgerüsteten Lastwagen. Bei einer Versorgungsfahrt verhilft sie den Bräuten, fünf Frauen aus Joes Harem, zur Flucht: Toast, Splendid, Capable, Dag und Cheedo. Gemeinsam versuchen sie, Furiosas ursprüngliche Heimat zu erreichen, das sogenannte Grüne Land.
Als Immortan Joe den Verrat bemerkt, schickt er seine Truppen los. Dabei nimmt Nux Max als seinen mobilen Blutbeutel mit. Auf der Verfolgungsjagd entkommt Max und schließt sich den Frauen an. Mit den Armeen seiner beiden verbündeten Clans verfolgt Joe den War Rig. Als sich die hochschwangere Splendid schützend vor Max stellt, stürzt sie vom Lastwagen und wird von Joes Fahrzeug überrollt. Trotz großer Trauer fährt die Gruppe weiter. Joe und sein Gefolge bergen den halbtoten Körper und führen einen Kaiserschnitt durch, wobei allerdings jede Hilfe für das männliche Ungeborene zu spät kommt. Getrieben von Wut wollen Joe und dessen erwachsener Sohn Rictus Erectus noch verbissener Rache üben.
Als die Gruppe das Grüne Land erreicht, müssen sie feststellen, dass es inzwischen versumpft und das Wasser dort sauer geworden ist. Zusammen mit den verbliebenen Einwohnerinnen des ehemaligen Grünen Landes wollen die Frauen zunächst jenseits einer Salzwüste nach einer neuen Bleibe suchen. Max kann die Gruppe jedoch davon überzeugen, zur Zitadelle umzukehren und diese von Joe zu befreien. Gemeinsam gelingt es ihnen, ihre Verfolger zu töten und Joes Schreckensherrschaft ein Ende zu setzen. Nachdem auch die Wasserversorgung für die Bevölkerung freigegeben worden ist, verabschiedet sich Max mit einem stillen Gruß von Furiosa (deren Verletzung er mit einer Blutspende geheilt hat) und verschwindet in der jubelnden Menschenmenge.

## Produktion

### Entwicklung
Die Idee zu einem vierten Film der Mad-Max-Reihe kam George Miller bereits 1999, doch die Umsetzung gestaltete sich schwierig, sodass das Projekt viele Jahre in der Entwicklungshölle verbrachte. Miller gab 2003 bekannt, dass ein Drehbuch vorliege und sich die Vorproduktion im frühen Stadium befinde. Obwohl der Film damals grünes Licht mit einem Budget von 100 Millionen US-Dollar erhielt, mussten die Arbeiten bis auf Weiteres ausgesetzt werden. Der Grund hierfür waren die geplanten Dreharbeiten in Namibia, die, nachdem die USA und einige andere Länder die Einreise- und Schifffahrtsbestimmungen nach Namibia verschärft hatten, aus Sicherheitsgründen nicht stattfinden konnten. Mit Ausbruch des Irakkrieges wurde die Produktion gänzlich auf Eis gelegt, da die Thematik des Films als problematisch eingeschätzt wurde. Darüber hinaus gab Mel Gibson nach Abbruch der Produktion seinen Ausstieg bekannt.

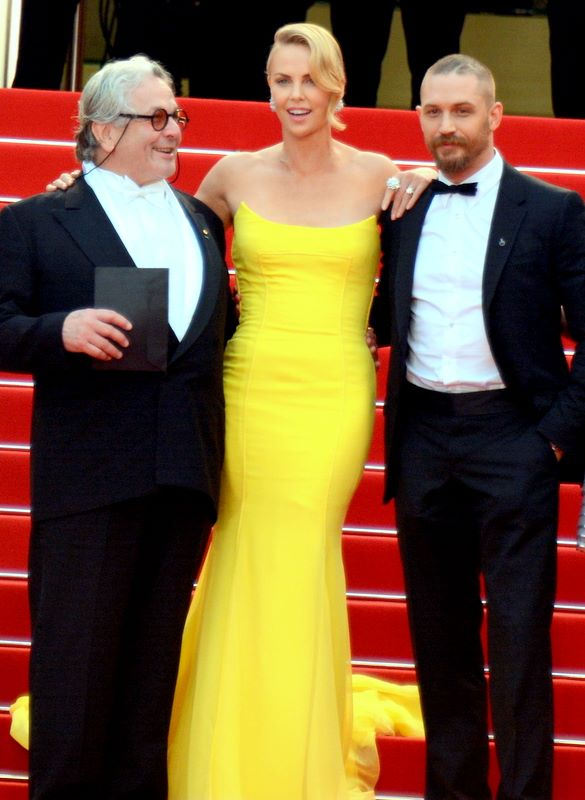
George Miller mit Charlize Theron und Tom Hardy beim Filmfestival in Cannes

Im November 2006 wurde Miller zitiert, dass er weiterhin beabsichtige, Mad Max: Fury Road umzusetzen, auch ohne Gibson. Das Drehbuch zum Film wurde unterstützend vom britischen Comicautor Brendan McCarthy entwickelt, der auch viele der neuen Charaktere und Fahrzeuge entwarf. Im Oktober 2009 gab Miller bekannt, dass die Dreharbeiten zum Film im Frühjahr 2011 in Broken Hill, Australien beginnen würden. Im selben Monat befand sich Tom Hardy in Gesprächen für die Hauptrolle. Außerdem wurde Charlize Theron als Besetzung bekanntgegeben. Im Juni 2010 bestätigte Hardy in der Fernsehshow Friday Night with Jonathan Ross, dass er die Rolle übernehmen werde.

### Dreharbeiten
Miller beabsichtigte, alle Stunts real zu filmen, da Computereffekte „selbst wenn sie richtig gut sind, […] immer ein bisschen gefälscht“ wirken würden. Er habe „versucht, dass alles echt ist: die Stunts, die Autos, die Wüste“.
Im November 2011 wurden die Dreharbeiten vom australischen Broken Hill doch noch nach Namibia verlegt, nachdem heftige Regengüsse in Broken Hill eine üppige Blumenlandschaft hatten entstehen lassen, was sich als ungünstig für den Look des Films darstellte. Die Dreharbeiten in Namibia dauerten von Juli bis Dezember 2012. Im Februar 2013 wurde den Produzenten vorgeworfen, Teile der Namib durch die Dreharbeiten geschädigt und einige Tiere und Pflanzen gefährdet zu haben, jedoch hatte die Namibia Film Commission bei der Besichtigung der Drehorte nichts Bedenkliches festgestellt. Im September 2013 wurde bekanntgegeben, dass Nachdrehs im November durchgeführt werden würden.

### Fahrzeuge
Der Tanklastzug basiert auf einem Tatra 815, dessen Kabine nach hinten versetzt wurde und mit dem Heck eines Chevrolet Fleetmaster vergrößert wurde. Insgesamt wurden drei optisch identische Exemplare der War Rig hergestellt. Zwei wurden von jeweils zwei V8-Motoren angetrieben, die dritte von einer Tatra Racing Engine, da sich die erste Variante als untermotorisiert erwies. Eine wurde für den Film zerstört, die anderen beiden befinden sich noch immer im Besitz der Filmgesellschaft.
Das Fahrzeug von Immortan Joe basiert auf zwei Cadillac DeVilles, das von zwei V8-Motoren angetrieben wird.
Beim Bau des Fahrzeuges wurde sehr auf Prunk geachtet. So besitzt es vereinzelte Holzelemente in einer Welt, in der Holz Mangelware ist.

### Besetzung und Synchronisation
| Rolle                 | Schauspieler              | Synchronsprecher   |
| --------------------- | ------------------------- | ------------------ |
| „Mad“ Max Rockatansky | Tom Hardy                 | Torben Liebrecht   |
| Imperator Furiosa     | Charlize Theron           | Bianca Krahl       |
| Nux                   | Nicholas Hoult            | Julius Jellinek    |
| Immortan Joe          | Hugh Keays-Byrne          | Bert Franzke       |
| The Splendid Angharad | Rosie Huntington-Whiteley | Magdalena Turba    |
| Capable               | Riley Keough              | Yvonne Greitzke    |
| Toast the Knowing     | Zoë Kravitz               | Tanya Kahana       |
| The Dag               | Abbey Lee                 | Victoria Frenz     |
| Cheedo the Fragile    | Courtney Eaton            | Maria Hönig        |
| Slit                  | Josh Helman               | Leonhard Mahlich   |
| Rictus Erectus        | Nathan Jones              | Matti Klemm        |
| The People Eater      | John Howard               | Klaus Sonnenschein |
| The Bullet Farmer     | Richard Carter            | Jan Spitzer        |
| The Organic Mechanic  | Angus Sampson             | Olaf Reichmann     |
| Keeper of the Seeds   | Melissa Jaffer            | Luise Lunow        |
| Corpus Colossus       | Quentin Kenihan           | Gerald Schaale     |

## Rezeption
Von der Kritik wird Mad Max: Fury Road fast durchweg gelobt. Die Rezensionssammlung Rotten Tomatoes listet 378 Kritiken, von denen 366 positiv sind. Damit steht der Film auf Platz 1 ihrer Liste der „Top 100 Action & Adventure Movies“ (Stand 2018). Bei Metacritic erhält der Film eine Bewertung von 90/100, basierend auf 51 Kritiken. In der IMDb stieg er am 16. Mai 2015 in die Top 250 ein und befindet sich dort auf Platz 207.
Markus Keuschnigg lobt in Die Presse, der Film sei „ein herrlich anachronistischer Fiebertraum in Rostrot und Stahlblau geworden, eine verschwitzte, verdreckte Ode an das Kino als Erlebnisraum, ein Rücksturz in eine Ära der vielleicht visionären, vielleicht verrückten Fantasten“.
Pascal Blum schreibt im Tages-Anzeiger: Mad Max: Fury Road „ist ein Actionfilm, und als solcher ist er sagenhaft. Man nannte ihn einen ‚Western auf Rädern‘, und man könnte es wagen und sagen: Hier ist John Fords ‚Stagecoach‘ für unsere Ära“.
Alles im Film sei auf Beschleunigung ausgerichtet, schreibt Andreas Busche im deutschen Rolling Stone, und der Parcours, den die Geschichte einschlage, sei „so konsequent minimalistisch wie genial verdichtet“.
Tobias Kniebe kommt in der Süddeutschen Zeitung zu dem Fazit: Mad Max: Fury Road sei „hemmungslose Materialschlacht, gnadenloses Überbietungs- und Überwältigungskino – aber doch nicht so kühl, nicht so lustlos durchkalkuliert wie seine aktuellen Konkurrenten“.
Negativ bewertet wird der Film von Frank Schnelle von epd Film. Zwar lobt er die „spektakulären Stunts und die Zelebrierung der grellen Endzeitoberflächen“ sowie das Schauspiel von Charlize Theron, stellt aber die fehlende Beschäftigung mit „der Psychologie des Protagonisten oder der Dramaturgie seiner Heldenreise“ in den Vordergrund. Miller habe „keine Zeit für seine Figuren, […] sei viel zu beschäftigt mit Stunts und Maschinen“.
Auch bei Simon Rothöhler von der taz stellt sich keine rechte Begeisterung ein: Zwar gewinne die „Entfesselung so ziemlich jeder Form kinetischer Energie […] in den besten Momenten programmatische Qualität“, doch würden „die Dauergefechte der Schrottautoarmeen schnell repetitiv“.
Oliver Kaever schreibt auf Zeit Online, der Film erzähle im Grunde einen klassischen Western, „ohne sich jedoch die Zeit zu nehmen, die Figuren zu entwickeln“. Mad Max wirke „wie eine Mischung aus überlangem Rammstein-Video (inklusive feuerspeiender E-Gitarre) und einem Gemälde von Hieronymus Bosch“.
2016 belegte Mad Max: Fury Road bei einer Umfrage der BBC zu den 100 bedeutendsten Filmen des 21. Jahrhunderts den 19. Platz.

## Trivia
Einer der Drehbuchautoren von Mad Max: Fury Road ist Nico Lathouris, der im ersten Teil den Besitzer der Autowerkstatt spielt, in der Max seinen Reifen flicken lassen will.

## Auszeichnungen (Auswahl)
Oscarverleihung 2016

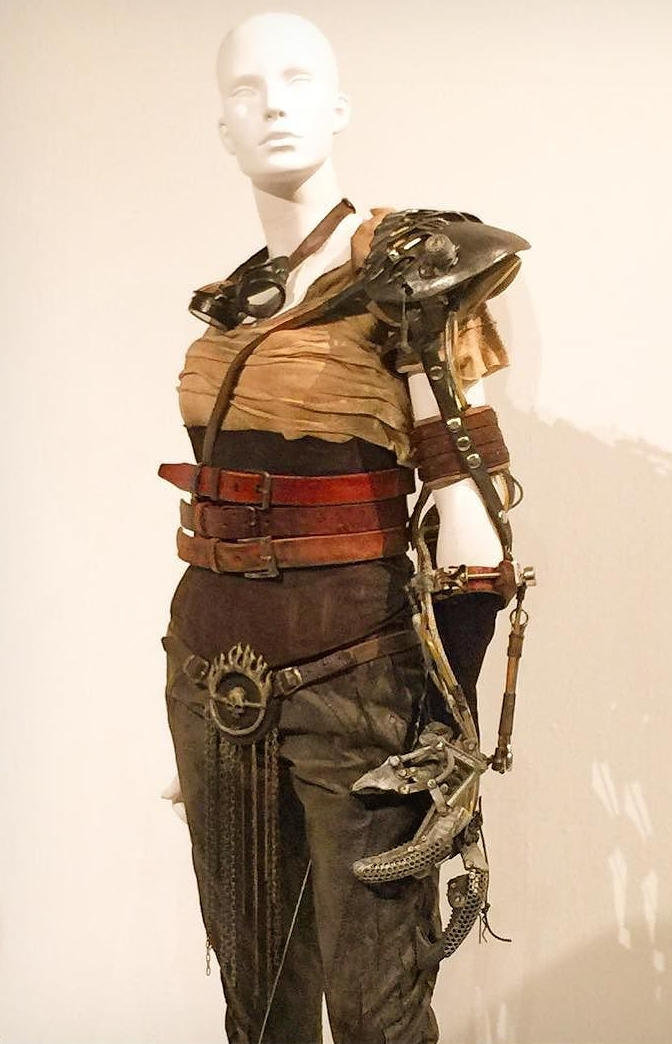
Charlize Therons Kostüm mit Armprothese aus dem Film, ausgestellt im Rahmen der 24. Annual Art of Motion Picture Costume Design in Los Angeles

- Auszeichnung in der Kategorie Bestes Kostümdesign für Jenny Beavan
- Auszeichnung in der Kategorie Bester Schnitt für Margaret Sixel
- Auszeichnung in der Kategorie Bestes Make-up und Beste Frisuren für Lesley Vanderwalt, Elka Wardega und Damian Martin
- Auszeichnung in der Kategorie Bestes Szenenbild für Colin Gibson und Lisa Thompson
- Auszeichnung in der Kategorie Bester Tonschnitt für Mark Mangini und David White
- Auszeichnung in der Kategorie Bester Ton für Chris Jenkins, Gregg Rudloff und Ben Osmo
- Nominierung in der Kategorie Bester Film für Doug Mitchell und George Miller
- Nominierung in der Kategorie Beste Regie für George Miller
- Nominierung in der Kategorie Beste Kamera für John Seale
- Nominierung in der Kategorie Beste visuelle Effekte für Andrew Jackson, Tom Wood, Dan Oliver und Andy Williams

Golden Globe Awards 2016
- Nominierung in der Kategorie Bester Film – Drama
- Nominierung in der Kategorie Beste Regie für George Miller

British Academy Film Awards 2016
- Auszeichnung in der Kategorie Bestes Szenenbild für Colin Gibson und Lisa Thompson
- Auszeichnung in der Kategorie Bester Schnitt für Margaret Sixel
- Auszeichnung in der Kategorie Beste Maske für Lesley Vanderwalt und Damian Martin
- Auszeichnung in der Kategorie Beste Kostüme für Jenny Beavan
- Nominierung in der Kategorie Beste Kamera für John Seale
- Nominierung in der Kategorie Bester Ton für Scott Hecker, Chris Jenkins, Mark A. Mangini, Ben Osmo, Gregg Rudloff und David White
- Nominierung in der Kategorie Beste visuelle Effekte für Andrew Jackson, Dan Oliver, Tom Wood, Andy Williams

Saturn-Award-Verleihung 2016
- Auszeichnung in der Kategorie Beste Hauptdarstellerin für Charlize Theron
- Nominierung in der Kategorie Bester Science-Fiction-Film
- Nominierung in der Kategorie Beste Regie für George Miller
- Nominierung in der Kategorie Bestes Drehbuch für Nick Lathouris
- Nominierung in der Kategorie Bester Schnitt für Margaret Sixel
- Nominierung in der Kategorie Beste Ausstattung für Colin Gibson
- Nominierung in der Kategorie Beste Musik für Tom Holkenborg
- Nominierung in der Kategorie Bestes Make-up für Elka Wardega
- Nominierung in der Kategorie Beste Spezialeffekte für Andrew Jackson, Tom Wood, Dan Oliver und Andy Williams

Weitere Ehrungen:
- Der Film wurde im Rahmen des Festival Internacional de Cine de San Sebastián 2015 mit dem Grand Prix de la FIPRESCI ausgezeichnet.
- Bei den AACTA Awards der Australian Academy of Cinema and Television Arts erhielt Mad Max: Fury Road im Dezember 2015 die Auszeichnungen als bester Film, für die beste Regie, die beste Filmmusik, die beste Kamera, den besten Schnitt, den besten Ton, das beste Produktionsdesign und die besten Visuellen Effekte.
- Das US-amerikanische National Board of Review zeichnete Mad Max: Fury Road 2015 als Besten Film aus.
- Bei dem 36. London Critics’ Circle Film Award 2016 wurde Mad Max: Fury Road als Bester Film 2015 ausgezeichnet.
- Der Film gewann den Golden Tomato Award 2015 in der Kategorie Best Wide Release.

## Fortsetzungen
Bereits 2012 gab Regisseur Miller an, dass er  Mad Max: Fury Road ursprünglich back-to-back mit der angesetzten Fortsetzung Mad Max: Furiosa drehen wollte, jedoch hatte Warner Brothers zunächst nicht bestätigt, dass weitere Filme des Franchises erscheinen werden. Erst 2020 wurde bekannt, dass Furiosa: A Mad Max Saga tatsächlich erscheinen wird. Im Mittelpunkt des Prequels steht die Rolle der jungen Furiosa, die von Anya Taylor-Joy verkörpert wird. Der Film lief am 23. Mai 2024 in deutschen Kinos an.
Neben Furiosa plant Miller zudem zwei weitere Mad-Max-Filme, für die auch Tom Hardy zurückkehren soll.
Die beiden Filme, von denen der erste Mad Max: The Wasteland heißen soll, sollen in die Hintergrundgeschichte des Mad-Max-Universums eintauchen. Mad Max: Fury Road sei sehr wild erzählt worden und brauche einen logischen Unterbau, so Miller, weshalb sich die Sequels intensiv mit einzelnen Charakteren beschäftigen werden. Derzeit gibt es jedoch noch keine Starttermine für die Fortsetzungen.